# كليفورد هيرشل مور
كليفورد هيرشل مور (بالإنجليزية: Clifford Herschel Moore)‏ هو باحث في الأديان أمريكي، ولد في 11 مارس 1866 في ماساتشوستس في الولايات المتحدة، وتوفي في 31 أغسطس 1931 في كامبريدج في الولايات المتحدة.